# اليمنيون
اليمنيين هم شعب اليمن احدى دول الجزيرة العربية واحدى الدول الاعضاء في جامعة الدول العربية و منظمة التعاون الاسلامي وتشترك بالحدود مع دولتين هم المملكة العربية السعودية و سلطنة عمان

## التسلسل الهرمي الاجتماعي
هناك نظام طبقي اجتماعي في اليمن أُلْغِي رسمياً عند إنشاء الجمهورية اليمنية عام 1962، ولكن على مستوى الممارسة العملية لم يختف هذا النظام وما زال المجتمع اليمني منظماً في تراتب هرمي. ويتجلى الاختلاف بين الرتب في النسب والمهنة، ويتعزز بالزواج بين الأشخاص من نفس الرتبة.
هناك خمس مجموعات حالة. في أعلى التسلسل الهرمي، توجد النخبة الدينية، والتي تسمى أيضًا بالسادة. ثم تليها طبقة القضاة. أما المرتبة الثالثة فهي القبائل وهم الفلاحون الذين ينتمون إلى قبائل ويعتمدون أساساً في عيشهم على الزراعة والتجارة. المجموعة الرابعة تسمى بالمزاينة. تتكون هذه المجموعة من الأشخاص الذين لا يملكون أرض ويقدمون أنواعًا مختلفة من الخدمات مثل الجزارين والحرفيين. وأخيرا، في أسفل التسلسل الهرمي يوجد العبيد، وأدنى منهم يأتي الأخدام .

## الشتات
ويتركز الشتات اليمني إلى حد كبير في المملكة المتحدة، حيث يعيش فيها ما بين 70 ألفاً و80 ألف يمني. ويقيم أكثر من 20 ألف يمني في الولايات المتحدة، بالإضافة إلى 2812 آخرين يعيشون في إيطاليا. ويقيم يمنيون آخرون أيضًا في المملكة العربية السعودية والإمارات العربية المتحدة وقطر والبحرين، بالإضافة إلى الهند وإندونيسيا وماليزيا وبروناي ومدغشقر وكينيا وتنزانيا وأوغندا والمجر والاتحاد السوفييتي السابق. هناك عدد أقل من الباكستانيين المعاصرين من أصل يمني، حيث غادر أسلافهم الأصليون اليمن إلى شبه القارة الهندية وجنوب شرق آسيا منذ أكثر من أربعة قرون. يعيش في إسرائيل 350 ألف يهودي يمني. وفي عام 2015، وبسبب الصراع في اليمن، هاجر الكثيرون إلى السواحل الشمالية لجيبوتي ومدغشقر والصومال.

## شخصيات يمنية بارزة
- أبو بكر سالم، مطرب يمني.
- توكل كرمان، يمنية حائزة على جائزة نوبل، صحفية وسياسية وناشطة في مجال حقوق الإنسان.
- أنور العولقي، إمام يمني أمريكي.
- علي الجفري، عالم إسلامي يمني.
- نسيم حامد، ملاكم يمني بريطاني.
- شوشانا الذماري، مغنية يمنية إسرائيلية.
- عفرا هزاع، مغنية يمنية إسرائيلية.
- زوهار أرجوف، مغني يمني إسرائيلي.
- حاييم موشيه، مغني يمني إسرائيلي.
- يحيى سريع، المتحدث الرسمي باسم الجمهورية اليمنية الموحدة في اليمن.
- سعدالدين طالب، سياسي.
- تسيلا نتنياهو، والدة رئيس الوزراء الإسرائيلي بنيامين نتنياهو المولودة لعائلة يهودية مزراحية من أب يمني وأم مغربية.